# 吉隆坡—加叻大道
吉隆坡－加叻大道（亦称加叻大道、加叻高速公路或亡靈公路）是横跨马来西亚半岛中部的一条收费高速公路，从首都吉隆坡向东延伸至彭亨州文冬县加叻镇，全长60公里（37英里）。该大道穿过云顶森芭双向隧道，是从南马或巴生谷一带前往云顶高原度假胜地必经的高速公路。
加叻大道原为两个车道的收费高速公路，于1997年扩建成完整的高速大道。该大道是亚洲公路网AH141路线的一部分，时速限制为每小时90公里（每小时56英里）。

## 路线概要
加叻大道始于雪兰莪鹅唛北区交通枢纽，与吉隆坡第二中环公路（联邦28号公路）连接。该大道以吉隆坡市中心为零公里计算，经过联邦2号公路（吉隆坡第一中环公路）、彭亨路（云顶吉冷－彭亨快速公路）、鹅唛路（联邦68号公路）、甘榜班达达南路（Jalan Kampung Bandar Dalam）和大使路－淡江大道（E33）。加叻大道的实际起点计算为19公里，由此经过蒂迪旺沙山脉和云顶森芭双向隧道，再到位于彭亨州边界的云顶森芭。
文冬和加叻之间的这段路线，是由吉隆坡至关丹，或由关丹至吉隆坡的必经之路。除了使用加叻大道，旅客也可利用加叻大道的免费替代路线鹅唛路，但该路止于文冬县吉打里。在加叻交通枢纽，加叻大道设有分支通往加叻，连接联邦2号公路，而大道本身继续往前延伸，和东海岸大道（第一阶段）交汇。
此路可以说是臭名昭著的塞车大道、公路停车场。根据谷歌地图，由北马的黑木山或亚罗士打前往关丹的话，先去到雪兰莪，再由此路东进彭亨，用时更短于由霹雳途径吉兰丹至登嘉楼，再南下彭亨。再者此路可达全马最大、老少咸宜的游乐城云顶高原，更兼往返东西海岸的道路稀缺性，大卡车、摩托车、各种轿车都得由此路往返东西海岸，而不像其他大道有大卡车的上路限制，此路可以说是超负荷运转，高车流量大大增加了车祸事故的几率，每逢假日期间都闻加叻大道堵塞，而且车道不多，一辆卡车抛锚便占去一条车道，往往造成十数公里的堵塞。

## 事故
- 1990年吉隆坡—加叻大道交通事故，于1990年2月28日发生的一起高速公路连环相撞事故，大约有17人在这起事故中丧生。
- 1995年云顶高原土崩事件，发生于1995年6月30日距离加叻大道前往云顶高原路口约200公尺处的一场土崩事故，造成21人死亡及23人受伤。